# ゴールデンスピン
ゴールデンスピン（英語: Golden Spin of Zagreb, クロアチア語: Zlatna pirueta Zagreba）は、クロアチアのザグレブで開かれるフィギュアスケートの国際大会。クロアチアスケート連盟の主催により、国際スケート連盟規定に基づき開催される。

## 概要
ユーゴスラビア時代の1967年から主に11月上旬にザグレブで開催されている大会で、シニアの男女シングルとペア、アイスダンスで争われる。オリンピックシーズンは、前シーズンの世界選手権の結果などによりオリンピック出場枠を持たない国と地域に対する予選会として開催されることがあり、2001年大会はソルトレイクシティオリンピックの予選会に指定された。
2014年、国際スケート連盟が主催するISUチャレンジャーシリーズに組み込まれた。

## 歴代メダリスト

### 男子シングル
| 年      | 金                                   | 銀                                   | 銅                                   |
| ------- | ------------------------------------ | ------------------------------------ | ------------------------------------ |
| 1981    | James Santee                         | Ralf Lewandowski                     | Herve Pornet                         |
| 1982    | 小川勝                               | Joachim Ehmann                       | ミリャン・ベゴヴィッチ               |
| 1983    | スコット・ハミルトン                 | ノルベルト・シュラム                 | 加納誠                               |
| 1984    | スコット・ウィリアムズ               | グジェゴシュ・フィリポフスキ         | フェルナンド・フェドロニック         |
| 1985    | ハイコ・フィッシャー                 | John Filbig                          | Nils Koep                            |
| 1986    | ヴィクトール・ペトレンコ             | フィリップ・ロンコーリ               | James Cygan                          |
| 1987    | Scott Kuritila                       | キャメロン・メドハースト             | Martin Marceau                       |
| 1988    | Riko Krahnert                        | Andras Szaraz                        | ノーム・プロフト                     |
| 1989    | セルゲイ・デュダコフ                 | Craig Heath                          | Peter Johansson                      |
| 1990    | アレン・ニールセン                   | ラルフ・ブルクハルト                 | イゴール・パシケビッチ               |
| 1991    | クロアチア紛争のため中止             | クロアチア紛争のため中止             | クロアチア紛争のため中止             |
| 1992    |                                      |                                      |                                      |
| 1993    |                                      |                                      |                                      |
| 1994    |                                      |                                      |                                      |
| 1995    |                                      |                                      | ヤン・セバン                         |
| 1996    | ロマン・セロフ                       | ヴィドライ・サボルチ                 | アンソニー・リュウ                   |
| 1997    | ロマン・セロフ                       | トリフン・ジバノビッチ               | ヴィドライ・サボルチ                 |
| 1998    | エフゲニー・マルティノフ             | セルゲイ・リロフ                     | シュテファン・リンデマン             |
| 1999    | ロマン・セロフ                       | セルゲイ・リロフ                     | ガブリエル・モニエ                   |
| 2000    | ライアン・ブラッドレイ               | セルゲイ・リロフ                     | マルクス・レミネン                   |
| 2001    | セルゲイ・ダヴィドフ                 | ケビン・ヴァン・デル・ペレン         | バフタン・ムルバニゼ                 |
| 2002    | ゲオルゲ・チッパー                   | アレクセイ・ワシレフスキー           | ベンジャミン・ミラー                 |
| 2003    | 馬暁東                               | トート・ゾルターン                   | ロマン・セロフ                       |
| 2004    | ヒュー・イック                       | マルティン・リーベルス               | アントン・コワレフスキー             |
| 2005    | グレゴール・ウルバス                 | マルカンドレ・グレグ                 | イリヤ・クリムキン                   |
| 2006    | グレゴール・ウルバス                 | デニス・レウシン                     | マルティン・リーベルス               |
| 2007    | グレゴール・ウルバス                 | アドリアン・シュルタイス             | ウラジミール・ウスペンスキー         |
| 2008    | 南里康晴                             | サミュエル・コンテスティ             | アレクサンデル・マヨロフ             |
| 2009    | デニス・テン                         | アルチョム・ボロドゥリン             | アドリアン・シュルタイス             |
| 2010    | デニス・レウシン                     | ミハル・ブジェジナ                   | アントン・コワレウシキー             |
| 2011    | 町田樹                               | デニス・テン                         | イヴァン・バリエフ                   |
| 2012    | ウラジスラフ・セズガノフ             | マーク・シャクマトフ                 | ユストゥス・ストリード               |
| 2013    | セルゲイ・ボロノフ                   | アルトゥール・ガチンスキー           | イヴァン・リギーニ                   |
| 2014 CS | デニス・テン                         | ミハル・ブジェジナ                   | コンスタンチン・メンショフ           |
| 2015 CS | デニス・テン                         | アダム・リッポン                     | アディアン・ピトキーエフ             |
| 2016 CS | オレクシイ・ビチェンコ               | ダニエル・サモーヒン                 | キーガン・メッシング                 |
| 2017 CS | モリス・クヴィテラシヴィリ           | オレクシイ・ビチェンコ               | アルトゥール・ドミトリエフ           |
| 2018 CS | ジェイソン・ブラウン                 | ミハイル・コリヤダ                   | アレクサンドル・サマリン             |
| 2019 CS | ジェイソン・ブラウン                 | モリス・クヴィテラシヴィリ           | マカール・イグナトフ                 |
| 2020    | 新型コロナウイルス感染拡大のため中止 | 新型コロナウイルス感染拡大のため中止 | 新型コロナウイルス感染拡大のため中止 |
| 2021 CS | キーガン・メッシング                 | アンドレイ・モザリョフ               | ジミー・マ                           |
| 2022 CS | カムデン・プルキネン                 | マッテオ・リッツォ                   | ミハイル・セレフコ                   |
| 2023 CS | 金博洋                               | ミハイル・シャイドロフ               | アレキサンドル・セレフコ             |
| 2024 CS | ミハイル・セレフコ                   | アレキサンドル・セレフコ             | フランソワ・ピトー                   |

### 女子シングル
| 年      | 金                                       | 銀                                   | 銅                                   |
| ------- | ---------------------------------------- | ------------------------------------ | ------------------------------------ |
| 1976    |                                          |                                      | サンダ・ドゥブラヴチッチ             |
| 1977    | サンダ・ドゥブラヴチッチ                 | Belinda Coulthard                    |                                      |
| 1978    | クラウディア・クリストフィクス＝ビンダー |                                      | カタリナ・ヴィット                   |
| 1979    |                                          |                                      |                                      |
| 1980    | サンダ・ドゥブラヴチッチ                 |                                      |                                      |
| 1981    | サンダ・ドゥブラヴチッチ                 | プリシラ・ヒル                       | ヤニナ・ヴィルト                     |
| 1982    | サンダ・ドゥブラヴチッチ                 | ナタリア・オフシアンニコワ           | ケイト・パウウェルス                 |
| 1983    | サンダ・ドゥブラヴチッチ                 | ロザリン・サムナーズ                 | カリン・テルセール                   |
| 1984    | アグネス・ゴスラン                       | ケリー・ウェブスター                 | Claudia Villiger                     |
| 1985    | Constance Gensel                         | Manuela Tschupp                      | Heike Gobbers                        |
| 1986    | カリン・カダヴィ                         | Ana Kondrasova                       | ジェリカ・チズメシャ                 |
| 1987    | Jeri Campbell                            | シャーリーン・ウォン                 | ケイト・パウウェルス                 |
| 1988    | リサ・サージアント                       | Kelly Szmurlo                        | Anja Geissler                        |
| 1989    | Kelly Szmurlo                            | ダイアン・タケウチ                   | イ・リリィ・リョンジュン             |
| 1990    |                                          |                                      |                                      |
| 1991    | クロアチア紛争のため中止                 | クロアチア紛争のため中止             | クロアチア紛争のため中止             |
| 1992    |                                          | イワナ・ヤクブチェビッチ             | Melita Juratek                       |
| 1993    | ユリア・ボロビエワ                       |                                      |                                      |
| 1994    |                                          |                                      |                                      |
| 1995    |                                          | モイツァ・コバチ                     |                                      |
| 1996    | モイツァ・コバチ                         | ジョアン・カーター                   | サビーナ・ヴォイタラ                 |
| 1997    | タチアナ・マリニナ                       | ブリトニー・マッコーン               | シェベシュチェーン・ユーリア         |
| 1998    | ユリア・ソルダトワ                       | シェベシュチェーン・ユーリア         | ヴァネッサ・グスメロリ               |
| 1999    | ビクトリア・ボルチコワ                   | ズザナ・パウロヴァー                 | ドロフェーエフ・タマラ               |
| 2000    | ユリア・ソルダトワ                       | クリスチーナ・オブラソワ             | ドロフェーエフ・タマラ               |
| 2001    | ミシェル・キュリー                       | アンバー・コーウィン                 | ユリア・ラウトワ                     |
| 2002    | アリサ・ドレイ                           | イェビン・モク                       | シェベシュチェーン・ユーリア         |
| 2003    | ズザナ・バビャコヴァー                   | ポート・ディアーナ                   | イドラ・ヘーゲル                     |
| 2004    | イドラ・ヘーゲル                         | ガリーナ・マニアチェンコ             | ポート・ディアーナ                   |
| 2005    | アリサ・ドレイ                           | メーガン・デュハメル                 | シルビア・フォンタナ                 |
| 2006    | ネッラ・シマオヴァ                       | タマル・カッツ                       | アリサ・ドレイ                       |
| 2007    | 鈴木明子                                 | キーラ・コルピ                       | カタリナ・ゲルボルト                 |
| 2008    | シェベシュチェーン・ユーリア             | ヨシ・ヘルゲソン                     | ジェナ・マッコーケル                 |
| 2009    | 國分紫苑                                 | エカテリーナ・コズイレワ             | カタリナ・ゲルボルト                 |
| 2010    | ソニア・ラフエンテ                       | 友滝佳子                             | パドリツィア・グレシュチッチ         |
| 2011    | アデリナ・ソトニコワ                     | 鈴木春奈                             | マリア・アルテミエワ                 |
| 2012    | カロリーナ・コストナー                   | クリスティーナ・ザシーワ             | イサドラ・ウィリアムズ               |
| 2013    | 金妍兒                                   | 安藤美姫                             | エリザベータ・トゥクタミシェワ       |
| 2014 CS | キーラ・コルピ                           | マリア・アルテミエワ                 | ニコル・ライチョヴァー               |
| 2015 CS | エリザベータ・トゥクタミシェワ           | エリザヴェート・トゥルシンバエワ     | カレン・チェン                       |
| 2016 CS | カロリーナ・コストナー                   | エリザベータ・トゥクタミシェワ       | アリョーナ・レオノワ                 |
| 2017 CS | スタニスラワ・コンスタンチノワ           | アリサ・フェディチキナ               | エリザベータ・トゥクタミシェワ       |
| 2018 CS | ブレイディ・テネル                       | アナスタシア・グバノワ               | マライア・ベル                       |
| 2019 CS | エリザベータ・トゥクタミシェワ           | ヴィクトリア・サフォノワ             | ニコル・ショット                     |
| 2020    | 新型コロナウイルス感染拡大のため中止     | 新型コロナウイルス感染拡大のため中止 | 新型コロナウイルス感染拡大のため中止 |
| 2021 CS | アナスタシヤ・グバノワ                   | アンバー・グレン                     | ニーナ・ペトロキナ                   |
| 2022 CS | リンゼイ・ソーングレン                   | ブレイディ・テネル                   | マデリン・シーザス                   |
| 2023 CS | サリナ・ヨース                           | アンバー・グレン                     | スター・アンドリュース               |
| 2024 CS | アリサ・リュウ                           | ニーナ・ピンザローネ                 | ブレイディ・テネル                   |

### ペア
| 年      | 金                                                              | 銀                                                            | 銅                                                          |
| ------- | --------------------------------------------------------------- | ------------------------------------------------------------- | ----------------------------------------------------------- |
| 1981    | Cornelia Haufer and Kersten Beumann                             | Anna Nalgina and Sergei Corovin                               | Kathia Dubec and Xavier Dovillard                           |
| 1982    |                                                                 |                                                               |                                                             |
| 1983    |                                                                 |                                                               |                                                             |
| 1984    |                                                                 |                                                               |                                                             |
| 1985    |                                                                 |                                                               |                                                             |
| 1986    |                                                                 |                                                               |                                                             |
| 1987    |                                                                 |                                                               |                                                             |
| 1988    |                                                                 |                                                               |                                                             |
| 1989    |                                                                 |                                                               |                                                             |
| 1990    |                                                                 |                                                               |                                                             |
| 1991    | クロアチア紛争のため中止                                        | クロアチア紛争のため中止                                      | クロアチア紛争のため中止                                    |
| 1992    |                                                                 |                                                               |                                                             |
| 1993    |                                                                 |                                                               |                                                             |
| 1994    |                                                                 |                                                               |                                                             |
| 1995    |                                                                 |                                                               |                                                             |
| 1996    | ドロタ・シュデク and マリウス・シュデク                         | Inga Rodionova and Aleksandr Anichenko                        |                                                             |
| 1997    | Katie Barnhart and Charles Bernard                              | Naomi Grabow and Benjamin Oberman                             | ナタリア・ポノマレワ and エフゲニー・スヴィリドフ           |
| 1998    | Nadia Nicallef and Bruno Marcotte                               | Oľga Beständigová and Jozef Beständig                         | Marie-France Lachappelle and Sacha Blachet                  |
| 1999    | Catherine Huc and Vivien Rolland                                | Oľga Beständigová and Jozef Beständig                         | ヴィクトリア・マキシウタ and Vitali Dubina                  |
| 2000    | Stephanie Kalesavich and Aaron Parchem                          | Molly Quigley and Bert Cording                                | マリー＝ピエール・ルレイ and Nicolas Osseland               |
| 2001    | サラ・アビトボル and ステファン・ベルナディス                   | Mariana Kautz and Norman Jeschke                              | Chantal Poirier and イアン・モラム                          |
| 2002    | Larisa Spielberg and Craig Joeright                             | Maria Guerassimenko and ウラジミール・フタース                | マリナ・アガニナ and アルテム・クニャゼフ                   |
| 2003    | アマンダ・エボラ and マーク・ラドウィッグ                       | Hjordis Lee and Lenny Faustino                                | ティファニー・ヴァイス and デレク・トレント                 |
| 2004    | 非開催                                                          | 非開催                                                        | 非開催                                                      |
| 2005    | メーガン・デュハメル and Ryan Arnold                            | アリーナ・ウシャコワ and セルゲイ・カレフ                     | Katie Beriau and Joseph Gazzola                             |
| 2006    | 非開催                                                          | 非開催                                                        | 非開催                                                      |
| 2007    | 非開催                                                          | 非開催                                                        | 非開催                                                      |
| 2008    | ステイシー・ケンプ and デヴィッド・キング                       | ニコーレ・デラ・モニカ and ヤニック・ココン                   | エカテリーナ・コステンコ and ロマン・タラン                 |
| 2009    | リュボーフィ・イリュシェチキナ and ノダリー・マイスラーゼ       | アナスタシヤ・マルチュシェワ and アレクセイ・ロゴノフ         | ニナ・イヴァノヴァ and フィリプ・ザレウシキー               |
| 2010    | アナスタシヤ・マルチュシェワ and アレクセイ・ロゴノフ           | タチアナ・ダニロワ and アンドレイ・ノヴォスヨロフ             | モリー・アーロン and ダニエル・コーエン                     |
| 2011    | アナスタシヤ・マルチュシェワ and アレクセイ・ロゴノフ           | カタリナ・ギーロク and フロリアン・ユスト                     | ダニエル・モンタルバーノ and エフゲニー・クラスノポルスキー |
| 2012    | アンジェリーナ・エカテリニナ and フィリップ・タラソフ           | スティーナ・マルティーニ and セヴェリン・キーファー           | エリザヴェータ・マカロワ and レリ・ケンチャゼ               |
| 2013    | アンドレア・ダヴィドヴィッチ and エフゲニー・クラスノポルスキー | ナタリア・ザビアコ and アレクサンドル・ザボエフ               | ユリア・ラヴレンティエヴァ and ユーリ・ルディク             |
| 2014 CS | クリスティーナ・アスタホワ and アレクセイ・ロゴノフ             | ヴァレンティーナ・マルケイ and オンドレイ・ホタレック         | タラ・ケイン and ダニエル・オシェイ                         |
| 2015 CS | エフゲーニヤ・タラソワ and ウラジミール・モロゾフ               | クリスティーナ・アスタホワ and アレクセイ・ロゴノフ           | タラ・ケイン and ダニエル・オシェイ                         |
| 2016 CS | ニコーレ・デラ・モニカ and マッテオ・グアリーゼ                 | クリスティーナ・アスタホワ and アレクセイ・ロゴノフ           | アシュリー・ケイン and ティモシー・ルデュク                 |
| 2017 CS | ナタリア・ザビアコ and アレクサンドル・エンベルト               | クリスティーナ・アスタホワ and アレクセイ・ロゴノフ           | タラ・ケイン and ダニエル・オシェイ                         |
| 2018 CS | アリサ・エフィモワ and アレクサンドル・コロヴィン               | アレクサ・シメカ・クニエリム and クリス・クニエリム           | ディアナ・ステラート・デュデク and ネイサン・バーソロメイ   |
| 2019 CS | アシュリー・ケイン＝グリブル and ティモシー・ルデュク           | タラ・ケイン and ダニエル・オシェイ                           | ミネルヴァ・ファビアン・ハーゼ and ノーラン・ジーゲルト     |
| 2020    | 新型コロナウイルス感染拡大のため中止                            | 新型コロナウイルス感染拡大のため中止                          | 新型コロナウイルス感染拡大のため中止                        |
| 2021 CS | オードリー・リウ and ミーシャ・ミトロファノフ                   | アナスタシヤ・メテルキナ and ダニイル・パルクマン             | イリーナ・アルテミワ and ミハイル・ナザリチェフ             |
| 2022 CS | アナスタシア・スミルノワ and ダニイロ・シアニツィア             | エリー・カム and ダニエル・オシェイ                           | リア・ペレイラ and トレント・ミショー                       |
| 2023 CS | ミリアナ・バーナネン and フィリッポ・クレリシ                   | ヴァレンティナ・プラザス and マキシミリアーノ・フェルナンデス | ソフィア・ホリシェンコ and アルテム・ダレンスキー           |
| 2024 CS | ユリア・シェチニン and ミハル・ウォジニャク                     | エミリー・チェン and スペンサー・アキラ・ハウ                 | オードリー・シン and バラーズ・ナジ                         |

### アイスダンス
| 年      | 金                                                        | 銀                                                    | 銅                                                                      |
| ------- | --------------------------------------------------------- | ----------------------------------------------------- | ----------------------------------------------------------------------- |
| 1981    |                                                           | マリナ・クリモワ and セルゲイ・ポノマレンコ           |                                                                         |
| 1982    | ナタリア・アンネンコ and ゲンリフ・スレテンスキー         | Susan Wynne and Joseph Druar                          | Judit Peterfy and Csaba Baling                                          |
| 1983    | Petra Born and Reiner Schoenborn                          | Tatiana Gladkova and イーゴリ・シュピリバンド         |                                                                         |
| 1984    | Petra Born and Reiner Schoenborn                          | Isabella Michelli and Roberto Pelizzola               | Kandi Amelon and Alec Binnie                                            |
| 1985    | Antonia Becherer and Ferdinand Becherer                   | Pronkina and Igor Chpilband                           | April Sargent and John D'Amelio                                         |
| 1986    | Susan Wynne and Joseph Druar                              | Andrea Juklová and Martin Šimeček                     | Kim Weeks and Curtis Moore                                              |
| 1987    | Stefania Calligari and パスクァーレ・カメレンゴ           | Jodi Balogh and ジェロード・スワロー                  | Nathalie Lessard and Darcy Pleckham                                     |
| 1988    | Melanie Cole and Michael Farrington                       | Dorothy Rodek and Robert Nardozza                     | Christelle Gautier and Alberick Dalongeville                            |
| 1989    | エリザベータ・ステコルニコワ and オレグ・オフシアンニコフ | Pascale Vrot and David Quinsac                        | Lisa Grove and Scott Myers                                              |
| 1990    | Elisa Curtis and Robert Nardozza                          |                                                       | Syoko Higashino and Tatsuro Matsumura                                   |
| 1991    | クロアチア紛争のため中止                                  | クロアチア紛争のため中止                              | クロアチア紛争のため中止                                                |
| 1992    |                                                           |                                                       |                                                                         |
| 1993    | Olga Pershankova and ニコライ・モロゾフ                   |                                                       | Enikő Berkes and Szilárd Tóth                                           |
| 1994    |                                                           |                                                       |                                                                         |
| 1995    |                                                           |                                                       |                                                                         |
| 1996    | Iwona Filipowicz and Michal Szumski                       | マリー＝フランス・デュブレイユ and パトリス・ローゾン | アナスタシア・グレベンキナ and ヴァズゲン・アズロヤン                   |
| 1997    | Ksenia Smetanenko and サムエル・ギャザリアン              | アナスタシア・グレベンキナ and ヴァズゲン・アズロヤン | Zuzana Merzová and Tomáš Morbacher                                      |
| 1998    | オクサナ・ポトディコワ and デニス・ペチュホフ             | ニーナ・ウラノワ and ミハイル・スチフーニン           | Nadine Lesaout and Emmanuel Huet                                        |
| 1999    | ガリト・チャイト and セルゲイ・サフノフスキー             | アルベナ・デンコヴァ and マキシム・スタビスキー       | Natalia Gudina and Alexei Beletski                                      |
| 2000    | Zita Gebora and Andras Visontai                           | クリスティン・フレイザー and イゴール・ルカニン       | カテジナ・コヴァロヴァー and ダヴィト・シュルマン                       |
| 2001    | シルヴィア・ノヴァク and セバスチアン・コラシンスキー     | Eliane Hugentobler and Daniel Hugentobler             | Marika Humphreys and Vitali Baranov                                     |
| 2002    | ユリア・ゴロヴィナ and オレグ・ボイコ                     | Kendra Goodwin and Chris Obzansky                     | Eve Bentley and Cedric Pernet                                           |
| 2003    | ホフマン・ノーラ and エレク・アティッラ                   | Pamela O'Connor and Jonathon O'Dougherty              | ヤナ・ホフロワ and セルゲイ・ノビツキー                                 |
| 2004    | デャナ・ヤノシュチャーコヴァー and イジー・プロハースカ   | Alexandra Kauc and Michał Zych                        | イヴァナ・ドゥルホポルチェコヴァー and ヒネク・ビーレク                 |
| 2005    | アーラ・ベクナザロワ and ウラジミール・ズーエフ           | ケイトリン・マロリー and Brent Holdburg               | カミラ・ハーイコバー and ダビト・ビンツォウル                           |
| 2006    | クリスティン・フレイザー and イゴール・ルカニン           | アーラ・ベクナザロワ and ウラジミール・ズーエフ       | キャサリン・コペリー and デイヴィダス・スタグニウナス                   |
| 2007    | アーラ・ベクナザロワ and ウラジミール・ズーエフ           | ナタリア・ミハイロワ and アンドレイ・マキシミーシン   | キャサリン・コペリー and デイヴィダス・スタグニウナス                   |
| 2008    | アーラ・ベクナザロワ and ウラジミール・ズーエフ           | クリスチーナ・ゴルシュコワ and ヴィタリー・ブチコフ   | ナデジダ・フロレンコワ and ミハイル・カサロ                             |
| 2009    | アレクサンドラ・ザレツキー and ロマン・ザレツキー         | エカテリーナ・リャザーノワ and イリヤ・トカチェンコ   | ペニー・クームズ and ニコラス・バックランド                             |
| 2010    | ルツィエ・ミズリヴェチュコヴァー and マチェイ・ノヴァーク | クリスチーナ・ゴルシュコワ and ヴィタリー・ブチコフ   | シャルレーヌ・ギニャール and マルコ・ファッブリ                         |
| 2011    | ネッリ・ジガンシナ and アレクサンダー・ガージ             | ペニー・クームズ and ニコラス・バックランド           | シャルレーヌ・ギニャール and マルコ・ファッブリ                         |
| 2012    | エカテリーナ・リャザーノワ and イリヤ・トカチェンコ       | ユリア・ズロビナ and アレクセイ・シトニコフ           | シボーン・ヒーキン＝キャネディ and ドミトロ・ドゥニ                     |
| 2013    | ユリア・ズロビナ and アレクセイ・シトニコフ               | ペルネル・キャロン and ロイド・ジョーンズ             | アリサ・アガフォノヴァ and アルペル・ウチャル                           |
| 2014 CS | マディソン・ハベル and ザカリー・ダナヒュー               | シャルレーヌ・ギニャール and マルコ・ファッブリ       | サラ・ウルタド and アドリア・ディアス                                   |
| 2015 CS | シャルレーヌ・ギニャール and マルコ・ファッブリ           | ケイトリン・ホワイエク and ジャン＝リュック・ベイカー | ティナ・ガラベディアン and シモン・プルー＝セネカル                     |
| 2016 CS | シャルレーヌ・ギニャール and マルコ・ファッブリ           | ケイトリン・ホワイエク and ジャン＝リュック・ベイカー | アリサ・アガフォノヴァ and アルペル・ウチャル                           |
| 2017 CS | エカテリーナ・ボブロワ and ドミトリー・ソロビエフ         | シャルレーヌ・ギニャール and マルコ・ファッブリ       | ケイトリン・ホワイエク and ジャン＝リュック・ベイカー                   |
| 2018 CS | パイパー・ギレス and ポール・ポワリエ                     | ナタリア・カリシェク and マクシム・スポディレフ       | ベティナ・ポポワ and セルゲイ・モズゴフ                                 |
| 2019 CS | シャルレーヌ・ギニャール and マルコ・ファッブリ           | アナベル・モロゾフ and アンドレイ・バジン             | キャロライン・グリーン and マイケル・パーソンズ                         |
| 2020    | 新型コロナウイルス感染拡大のため中止                      | 新型コロナウイルス感染拡大のため中止                  | 新型コロナウイルス感染拡大のため中止                                    |
| 2021 CS | ケイトリン・ホワイエク and ジャン＝リュック・ベイカー     | アリソン・リード and サウリウス・アンブルレヴィチウス | エリザベータ・シャナエワ and デヴィッド・ナリジヌイ                     |
| 2022 CS | クリスティーナ・カレイラ and アンソニー・ポノマレンコ     | アリソン・リード and サウリウス・アンブルレヴィチウス | エミリア・ジンガス and ヴァディム・コレスニック                         |
| 2023 CS | アリソン・リード and サウリウス・アンブルレヴィチウス     | エミリア・ジンガス and ヴァディム・コレスニク         | イザベラ・フローレス and イワン・デシャトフ                             |
| 2024 CS | フィービー・ベッカー and ジェームズ・ヘルナンデス         | ダイアナ・デイビス and グレブ・スモルキン             | ジェニファー・ヤンセ・ファン・レンスブルク and ベンヤミン・シュテファン |